# أشجار الطبقة السفلى

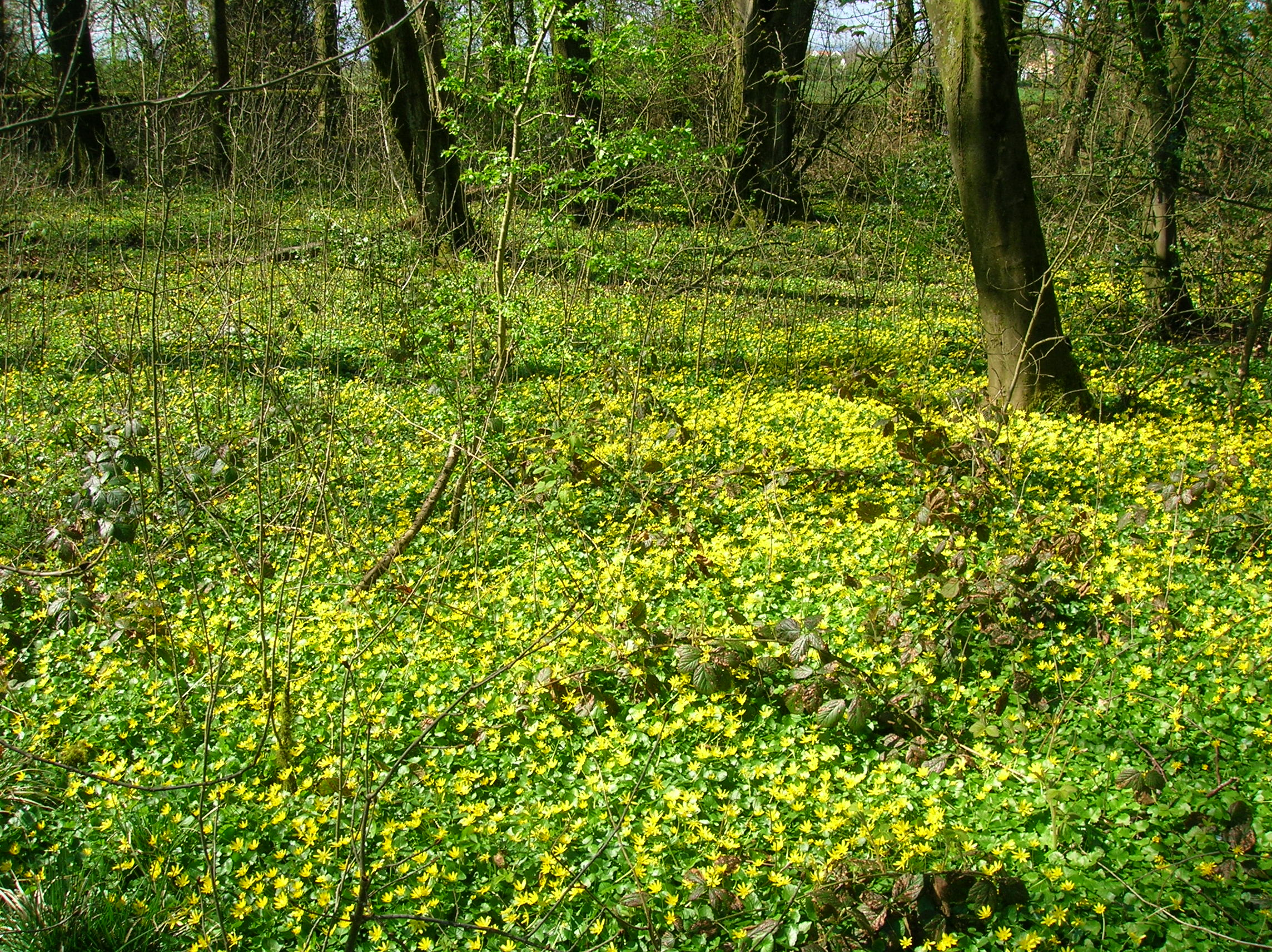
ماميران ربيعي (رانونكلولوس فيكايا) في أرضية غابوية في الربيع

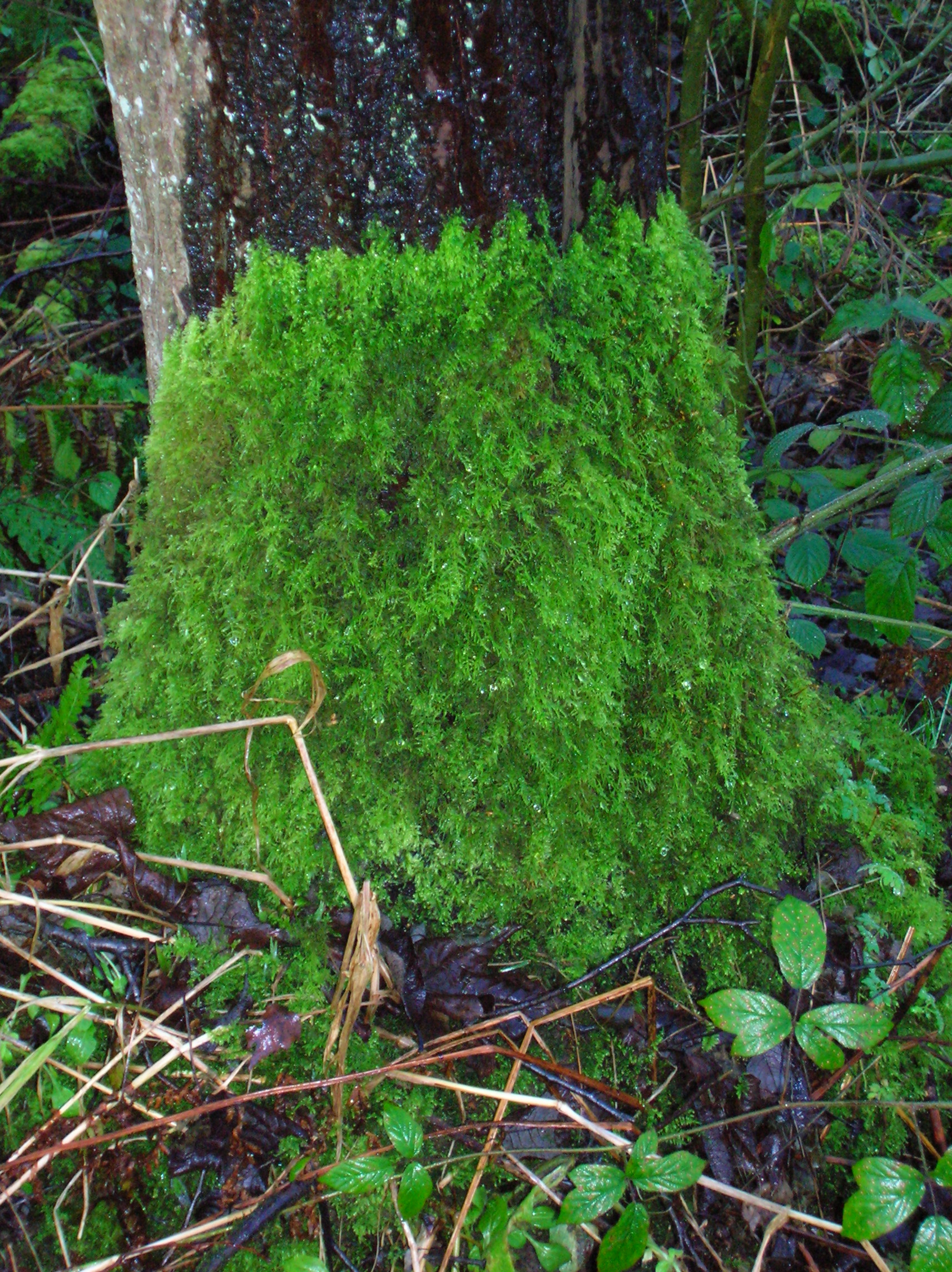
قاعدة الشجرة نباتات حزازية وهي أقصى حد لأشجار الطبقة السفلى

في علم التحريج وعلم البيئة تتألف أشجار الطبقة السفلى من النباتات التي تنمو تحت ظلة الغابات دون أن تخترقها غالباً، ولكنها تكون فوق أرضية الغابات في نفس الوقت. نسبة مئوية صغيرة فقط من الضوء هي التي تخترق الظلة، حتى الغطاء النباتي البسيط هو يسمى عامة ظلاً متسامحاً. يتكون هذا النوع من الأشجار عادة من الأشجار الصغيرة والتي نمت هكذا بسبب نقص الضوء والأشجار الصغيرة الأخرى التي تحتاج لإضاءة منخفضة والشتلات والشجيرات والكروم والنباتات. الأشجار الصغيرة مثل البهشية والقرانيا هي أيضاً من أنواع أشجار الطبقة السفلى.
في الغابات النفضية المعتدلة، تبدأ العديد من نباتات أشجار الطبقة السفلى في النمو قبل أشجار الظلة للاستفادة من أكبر قدر من الضوء في هذا الوقت من السنة. عندما تقع فجوة في الظلة بسبب موت شجرة هناك، تبدأ الأشجار الناشئة بالنمو بطريقة كأنها تنافسية لتملأ الفراغ وتغلق الفجوة. يكون لهذه الأشجار جذوع وعدد قليل من الفروع. ولكن عند رؤية هذه الشجيرات والنباتات التي تكون على أرضية الغابات، فإن عدد الجذوع والفروع يظهر أنه كبير جداً. تحتاج أشجار الطبقة السفلى إلى الرطوبة أكثر من الظلة، ولا تنمو هذه الأشجار في منطقة بها درجة حرارة مرتفعة جداً. يتسبب هذا في نمو العديد من النباتات في هذه المناطق مثل السرخس والطحالب والفطريات ويشجع الدورة الحيوية الجيولوجية الكيميائية، مما يوفر كمية غداء كبيرة لكثير من الحيوانات والنباتات.